# Ulrike Haase
Ulrike-Sophie Haase (* 23. März 1976 in Berlin, auch als Ulrike Haase-Remé aufgeführt) ist eine deutsche Theater- und Filmschauspielerin sowie Casting Director.

## Leben
Haase besuchte von 1995 bis 1999 die Hochschule für Musik und Theater „Felix Mendelssohn Bartholdy“ Leipzig, die sie mit dem Diplom abschloss.
Sie war in den Filmen Willenbrock und Die Frau vom Checkpoint Charlie zu sehen.

## Filmografie

### Filmschauspiel (Auswahl)
- 2001: Für alle Fälle Stefanie (Fernsehserie, Episode 7x08)
- 2002: Pengo! Steinzeit! (Fernsehserie)
- 2004: Blutstau (Kurzfilm)
- 2005: Willenbrock
- 2005: Die Geschichte Mitteldeutschlands (Fernsehserie, Episode 7x05)
- 2007: Die Frau vom Checkpoint Charlie (Fernsehfilm)

### Theaterschauspiel (Auswahl)
- 2008: Im weissen Rössl
- 2010: Liebelei
- 2012: Soiree musicale Berlin: Klänge einer Reise
- 2014: Bethlehem Diaries
- 2015: August bläst vom Turm
- 2015: Das Spiel von Liebe und Zufall

### Casting Director
- 1996–2005: Tatort (Fernsehreihe, 15 Episoden)
- 1997–1999: Mama ist unmöglich (Fernsehserie, 14 Episoden)
- 1998: Feuerreiter
- 2001: Pinky und der Millionenmops
- 2004: Der neunte Tag
- 2005: Hölle im Kopf (Fernsehfilm)
- 2005: Brücke zum Herzen (Fernsehfilm)
- 2005: Endlich Urlaub! (Fernsehfilm)
- 2005: Wen die Liebe trifft...